# Allen (Kentucky)
Allen é uma cidade localizada no estado americano de Kentucky, no Condado de Floyd.

## Demografia
Segundo o censo americano de 2000, a sua população era de 150 habitantes. 
Em 2006, foi estimada uma população de 149, um decréscimo de 1 (-0.7%).

## Geografia
De acordo com o United States Census Bureau tem uma área de 
0,6 km², dos quais 0,6 km² cobertos por terra e 0,0 km² cobertos por água.

## Localidades na vizinhança
O diagrama seguinte representa as localidades num raio de 24 km ao redor de Allen. 